# دالاس باور
دالاس باور (انگلیسی: Dallas Bower؛ ‏ ۲۵ ژوئیهٔ ۱۹۰۷ – ۱۸ اکتبر ۱۹۹۹) کارگردان فیلم، فیلم‌نامه‌نویس، تدوین‌گر و صدابردار اهل بریتانیا بود.
از فیلم‌هایی که وی در آن‌ها نقش داشته‌است، می‌توان به آلیس در سرزمین عجایب، باج‌گیری، هنری پنجم و دیک تورپین اشاره نمود.